# موزه خلخال
این موزه در محل حمام نصر یکی از ساختمان های دوره قاجار واقع در مرکز شهر و نزدیکی بازار اصلی این شهر که ۳۰۰ اشیا تاریخی از دوره پیش از اسلام تا دوره های جدید است.در بین اشیا موزه، نسخه های خطی صحیفه سجادیه و قرآن کریم مربوط به قرن سیزدهم هجری ، گوشواره های طلایی از دوره ساسانی، گردنبند طلایی از دوره هخامنشی، اشیاء سفالی نقش دار متعلق به سه هزار سال پیش، مجسمه گاو کوهان دار با بیش از چهار هزار سال قدمت و مجسمه حیوان دو سر با بیش از سه هزار سال قدمت و انواع سنگ قبرهای دوره اسلامی از دوره ایلخانی تا صفوی در معرض نمایش میباشد.موزه خلخال بعد از موزه شیخ صفی الدین اردبیلی و موزه باستان شناسی مشگین شهر سومین موزه استان اردبیل است.این موزه در سال ۱۳۸۲ در فهرست آثار ملی کشور به ثبت رسیدهاکنون این موزه بسته شده و تمام وسایل و عتیقه های آن تخلیه شده است.

### جام نقره ای خلخال
این جام با قدمت سه هزار ساله از جنس نقره مربوط به عصر آهن ۳ در گورستان تاریخی شال در منطقه خلخال به همراه ۱۴۰ قطعه دیگر که حاکی از استفاده آن ها در مراسم آیینی، مذهبی و نظامی شامل جنگ‌افزارهای عصر آهن  کشف گردیده است. این اشیاء در حال حاضر در مخزن اشیای موزه باستان شناسی اردبیل نگهداری شده و در مرحله مرمت و پژوهش است.

## نگارخانه

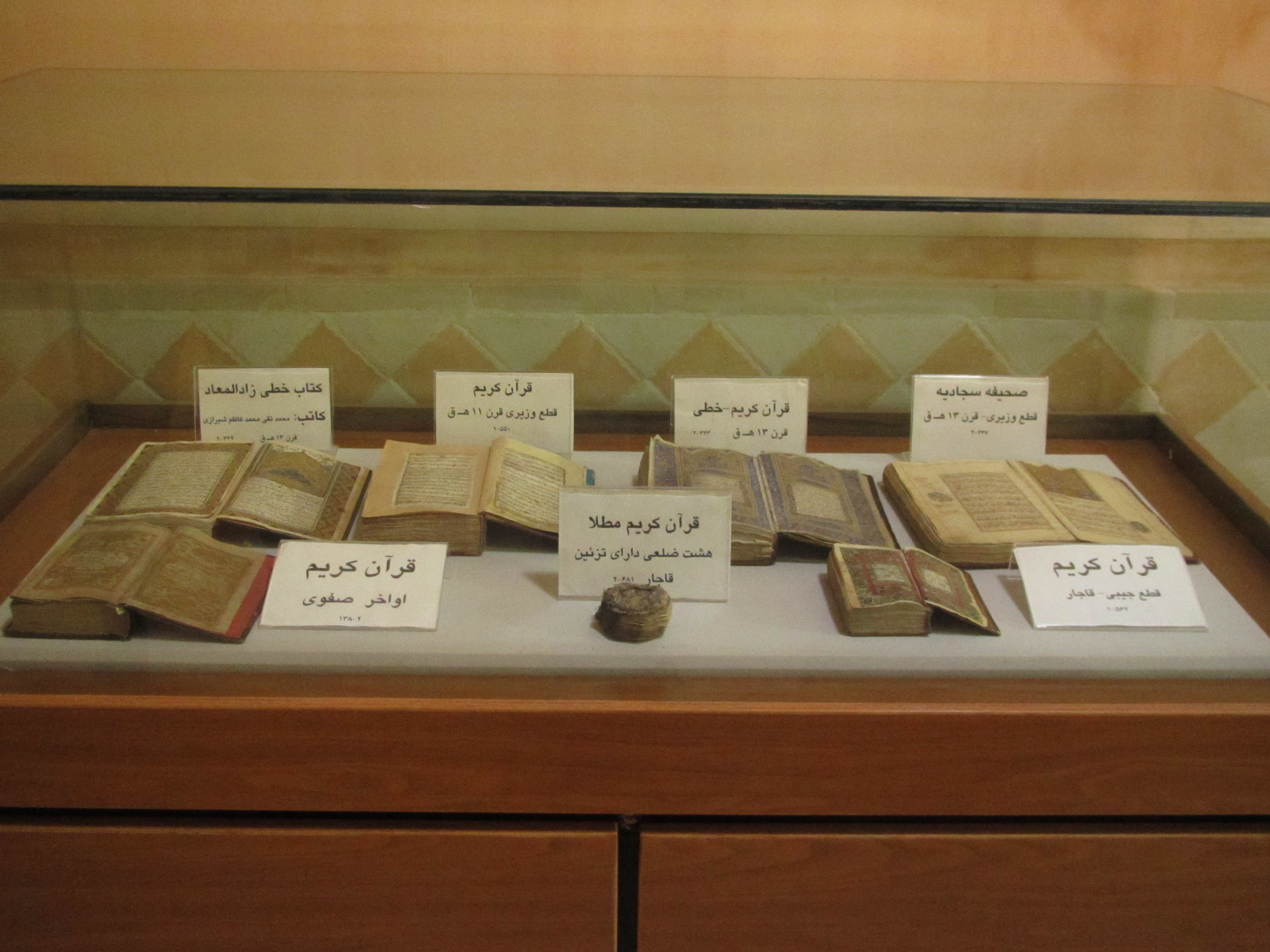
قرآن های خطی موزه خلخال
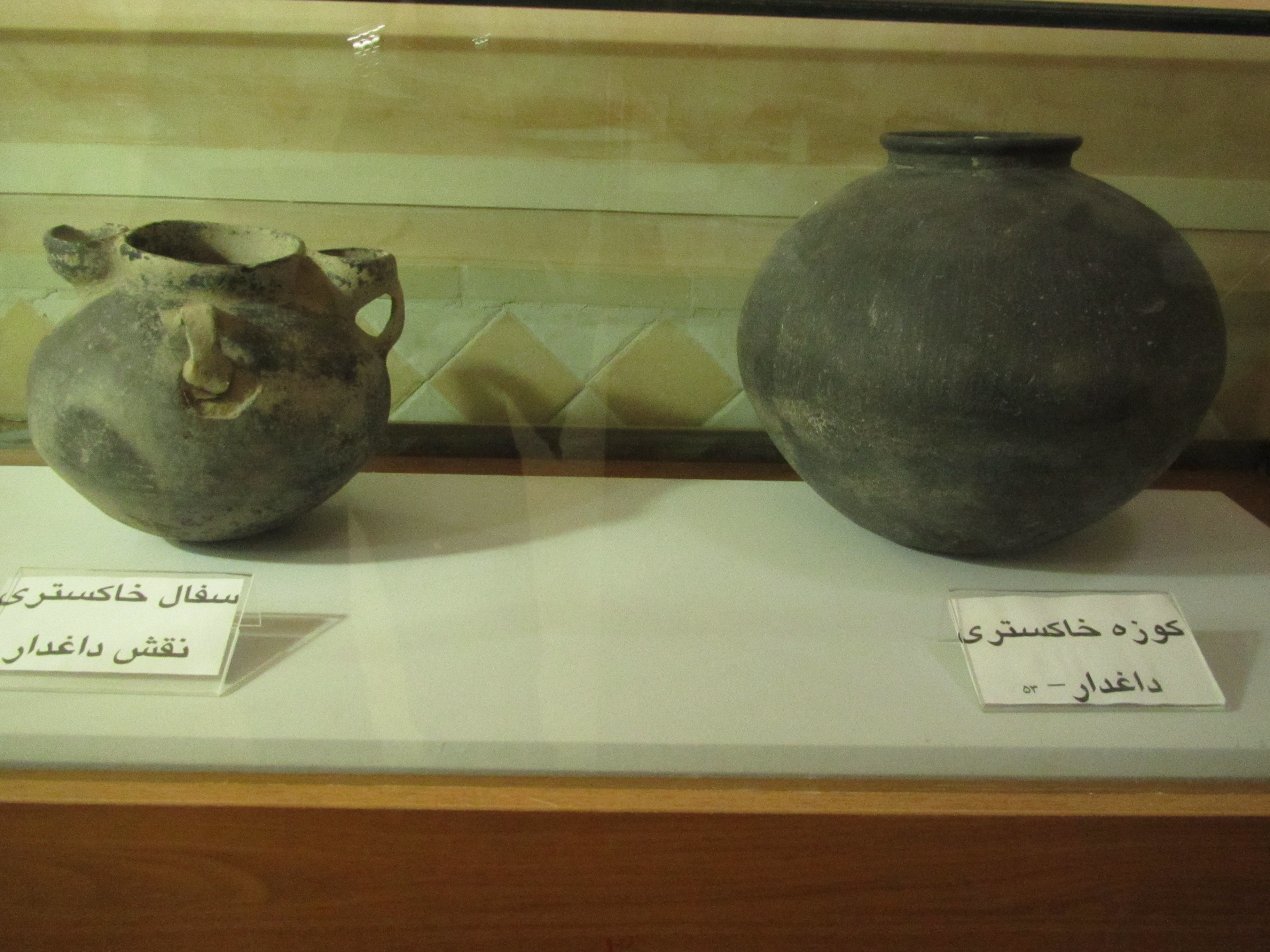
کوزه های سفالی
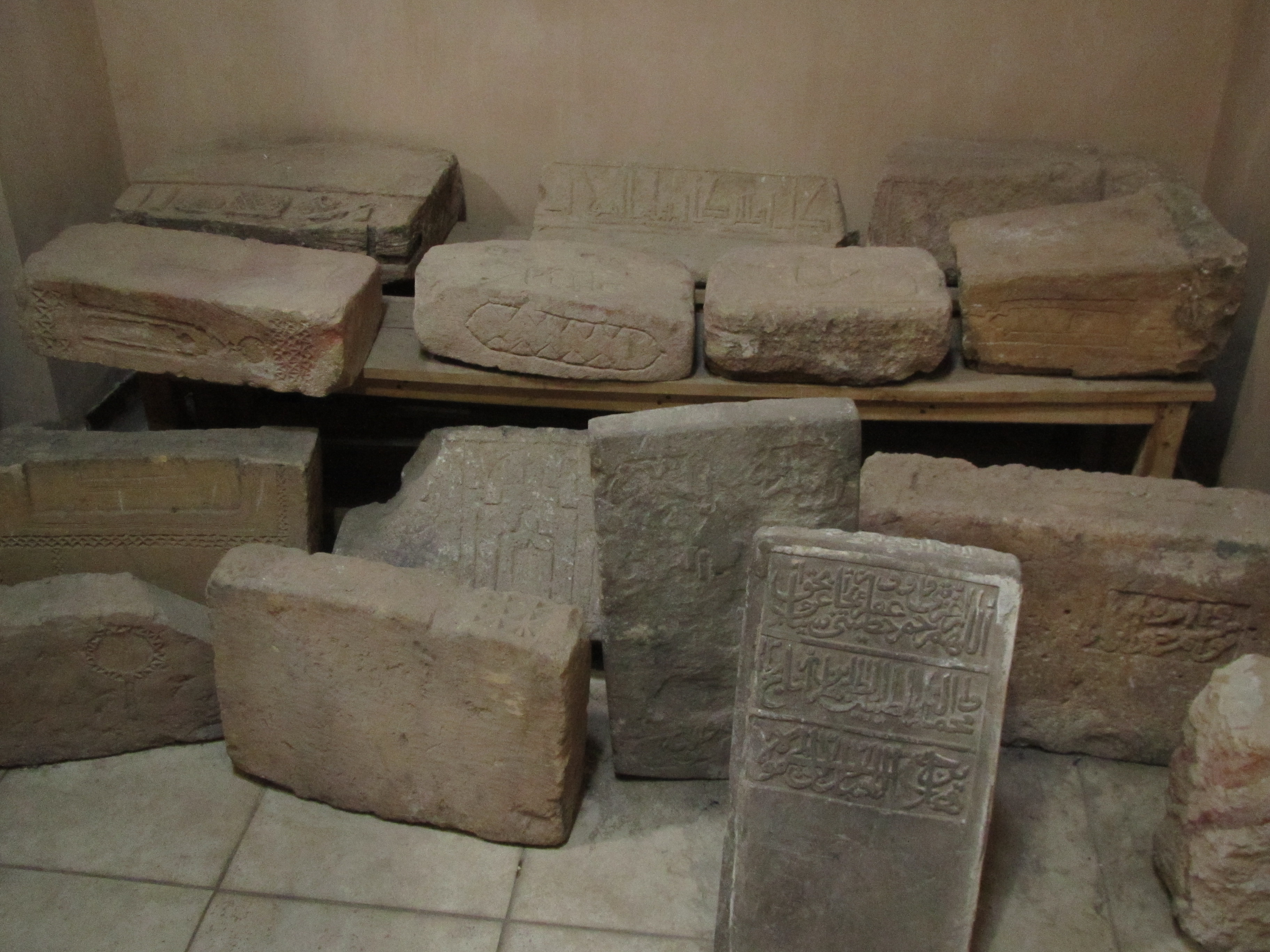
سنگ نگاره های قدیمی